# Шах-і-Кот

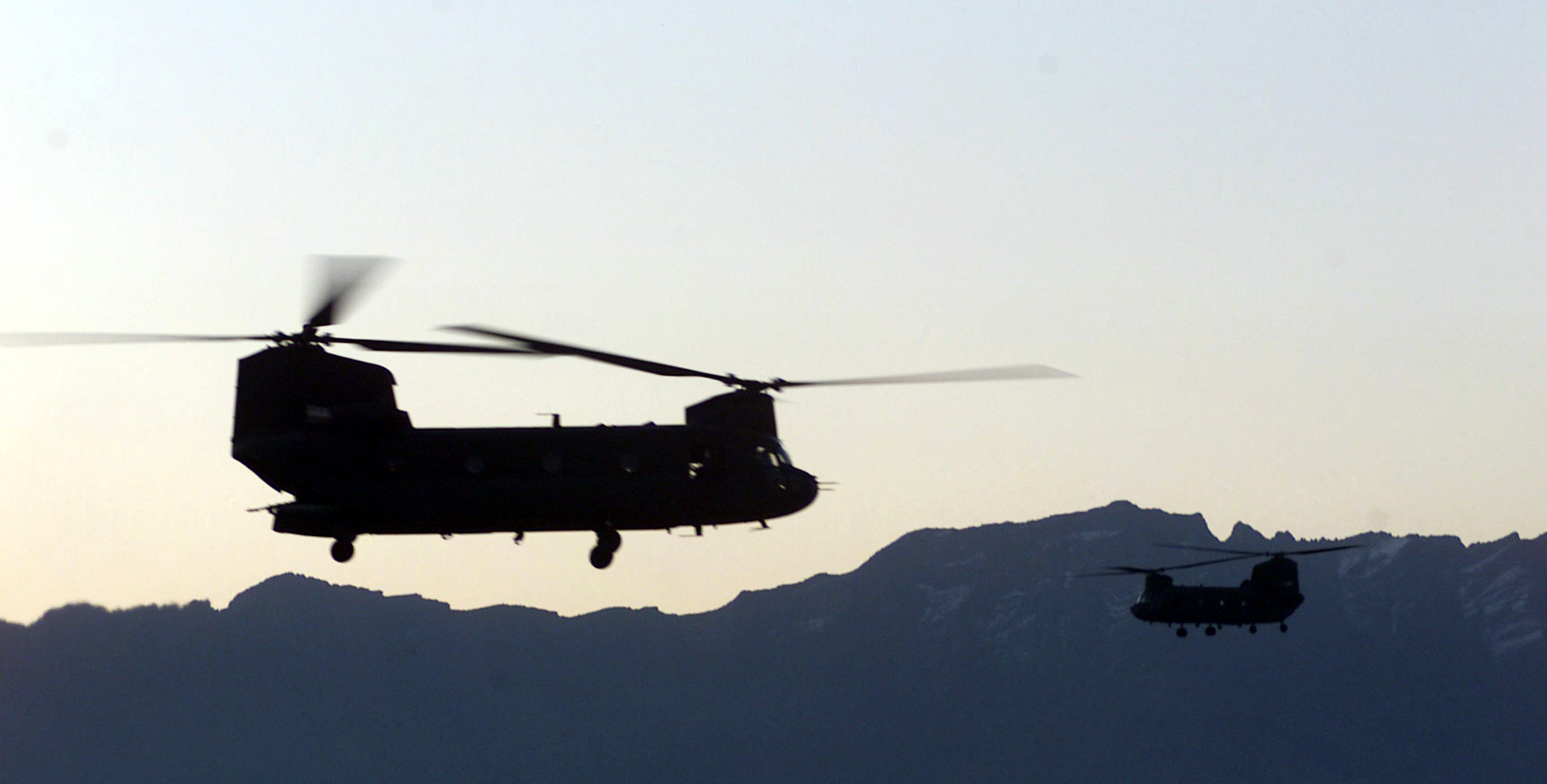
Вертольоти Ch-47 «Чинук» вилітають рано вранці на підтримку операції «Анаконда», що проводилася в долині Шах-і-Кот. Березень 2002

Не варто плутати з Шах-Валі-Кот — районом у провінції Кандагар
Шах-і-Кот (також Шахі-Кот, Шах-е-Кот та інші варіанти написання) — долина, розташована в афганській провінції Пактія, на південний схід від міста Зурмат. Місцевість в долині та навколо неї є важкодоступною, розташована на середній висоті 2700 метрів.
Шах-і-Кот означає «місце короля», і історично долина була потужним та непідступним редутом афганських партизанів, які ховалися від іноземних загарбників. Цей район був ареною запеклих боїв між афганськими моджахедами та радянськими військами під час афгансько-радянської війни.
7—8 січня 1988 року стався бій за висоту 3234 — оборонний бій 9-ї парашутно-десантної роти 345-го парашутно-десантного полку за панівну високу, що розташовувалась над важливою транспортною артерією в місто Хост, неподалік від афгансько-пакистанського кордону. Події того бою стали відомими широкій публіці завдяки фільму Ф. Бондарчука «9-та рота».
Долина також була ареною однією з найбільших битв у війні в Афганістані в 2001—2021 роках. 1700 американських військовослужбовців і 1000 проурядових афганських військових змагалися з 1000 бойовиків Аль-Каїди і Талібану, які перегрупувалися в цьому районі після падіння режиму Талібану в листопаді 2001 року. Бойовики «Аль-Каїди», багато з яких були іноземцями, закріпилися в павукових норах в долині і протистояли військам США, намагаючись захистити цей район за допомогою мінометів і великокаліберних кулеметів. Згодом командир Талібану Маулаві Сайфур Рехман Мансур привів на поле битви підкріплення Талібану.
З огляду на несприятливу обстановку, що склалася, командир Об'єднаної змішаної оперативної групи «Гори» вніс коректури в загальний задум операції та змінив формат тактичного прийому «молота та ковадла» на принцип максимального блокування обложених сил Талібану з одночасним масованим застосуванням власних засобів вогневого ураження по викритих позиціях противника. Через те, що в американців не було можливості застосовувати артилерію, акцент робився на залучення до вогневого ураження літаків та вертольотів коаліційних сил. 17 березня 2002 року операція «Анаконда» закінчилася. Загалом американське командування досягло визначених цілей, звільнивши долину Шах-і-Кот від бойовиків Талібану. Американці втратили 8 своїх військових, ще 82 дісталися поранень. Причому левова частка втрат припадала на перші чотири дні операції.